# 海津信志
海津 信志（かいづ しんじ、1988年12月30日 - ）は、日本の作詞家、作曲家、編曲家、ギタリスト。大阪府出身。グローブ・エンターブレインズ所属。

## 人物
高校時代に友人と始めたバンドが、数社のメジャーレーベルの目に留まった事により音楽の道を志す。大学を中退し、クラシックギタリストの中川誠に師事。アメリカのジャズギタリスト、マイク・スターンに幾度にも渡り指導を受けた。20代半ばまでは大阪でジャズギタリストとして数多くのコンクールやコンテストで受賞するなどの活動をしていたが、ふと耳に入った韓国のアイドルApinkの楽曲に感銘を受け、作曲家になるため上京し、ギタリストの活動と並行しグローブ・エンターブレインズに所属、作家デビューした。自身のロールモデルとして、スウェーデンの作曲家でジャズギタリストのAndreas Öbergを挙げている。
自身の音楽活動の他、作曲・編曲講師としても活動中。

## 作詞・作曲・編曲

### アーティスト
| 曲名            | アーティスト                                    | 備考                                                                             | 担当             |
| EX-FACTOR       | 高橋秀幸                                        | スマートフォンゲーム「ゲシュタルト・オーディン」(スクウェア・エニックス)OP主題歌 | 作曲             |
| スナイパー      | NORD                                            |                                                                                  | 作曲             |
| NO CHANCE       | インジュン（大国男児）・ヨンミン（元BOYFRIEND） | 舞台・百年書店へようこそ「ルパンvsホームズ -世紀の戦い-」主題歌                  | 作詞・作曲・編曲 |
| Justice or Evil | インジュン（大国男児）                          | 舞台・百年書店へようこそ「ルパンvsホームズ -世紀の戦い-」挿入歌                  | 作詞・作曲・編曲 |
| Trip×Trap       | ヨンミン（元BOYFRIEND）                         | 舞台・百年書店へようこそ「ルパンvsホームズ -世紀の戦い-」挿入歌                  | 作詞・作曲・編曲 |

### 作品
- 舞台「百年書店へようこそ　ルパンvsホームズ -世紀の戦い-」主題歌、挿入歌制作
- 舞台「僕の兄貴はテディ・ベア」主題歌制作
- 舞台「ビックリマン ～ザ☆ステージ～」主題歌、劇伴制作

## サポートワーク

### アーティスト
- 家入レオ
- 上野優華
- 笠原弘子
- 加藤和樹
- サニーサイドアップ(NHKよるドラ「だから私は推しました」劇中アイドルグループ)
- シェネル
- 手嶌葵
- chay
- 長山洋子
- ナタリー・エモンズ
- 細川たかし
- 美川憲一
- 水森かおり
- 八代亜紀
- 山本裕典

### 作品
- TVゲーム「RPGツクール」
- アニメ「ているず おぶ HR（ホームルーム）」
- アニメ「タマ&フレンズ うちのタマ知りませんか?」
- 東京スカイツリー「ソラカラちゃんのキラキラ☆Dance！」
- NHKよるドラ「だから私は推しました」